# José Bódalo
José Bódalo, all'anagrafe José Bódalo Zúffoli (Córdoba, 24 marzo 1916 – Madrid, 24 luglio 1985), è stato un attore spagnolo.

## Biografia
A partire dal 1930, partecipò a più di 120 film (soprattutto spaghetti western) fino all'anno della sua morte, nel 1985. Uno dei ruoli più famosi è quello del generale Hugo Rodriguez nel film Django di Sergio Corbucci.

## Filmografia parziale
- La grande notte di Ringo, regia di Mario Maffei (1966)
- Django, regia di Sergio Corbucci (1966)
- 100.000 dollari per Lassiter, regia di Joaquín Luis Romero Marchent (1966)
- Thompson 1880, regia di Guido Zurli (1966)
- Le spie uccidono in silenzio, regia di Mario Caiano (1966)
- Sicario 77, vivo o morto, regia di Mino Guerrini (1966)
- Professionisti per un massacro, regia di Nando Cicero (1967)
- Uno dopo l'altro, regia di Nick Nostro (1968)
- Garringo, regia di Rafael Romero Marchent (1969)
- Un treno per Durango, regia di Mario Caiano (1968)
- Vamos a matar, compañeros, regia di Sergio Corbucci (1970)

## Doppiatori italiani
- Renato Turi in Sicario 77 vivo o morto, Professionisti per un massacro
- Gualtiero De Angelis in La grande notte di Ringo
- Mario Feliciani in Django
- Emilio CIgoli in 100.000 dollari per Lassiter
- Carlo Romano in Le spie uccidono in silenzio
- Roberto Bertea in Thompson 1880
- Bruno Persa in Uno dopo l'altro
- Corrado Gaipa in Un treno per Durango
- Enzo Tarascio in Vamos a matar, compañeros